# Бузовьязовский район
Бузовьязовский район БАССР был образован 31 января 1935 года и расформирован 4 июля 1956 года.
Райцентр — село Бузовьязы.
Расстояние от райцентра до Уфы — 56 км, до Стерлитамака — 79 км, до ж.д. станции Карламан — 37 км. На 1952 год территория района составляла 1060 км², сельсоветов — 17.

## История
31 января 1935 образованы Альшеевский, Аскинский, Благоварский, Бузовьязовский, Ермекеевский, Иглинский, Илишевский, Красно-Камский, Куюргазинский, Малоязовский, Татышлинский, Фёдоровский, Шаранский, Юмагузинский районы.
С 29 мая 1952 район вошёл в Стерлитамакскую область, областное деление отменено 30 апреля 1953 г.
При укрупнении районов в июле 1956 года упразднены 7 районов: Абзановский, Байкибашевский, Бузовьязовский, Воскресенский, Кандринский, Матраевский, Улу-Телякский.
4 июля 1956 года сельсоветы Бузовьязовского района были переданы в соседние районы: Аургазинский (8) и Кармаскалинский.

## География
На 1952 год территория района составляла 1060 км².
Граничил с Аургазинским, Давлекановским, Чишминским, Уфимским и Кармаскалинским районами.

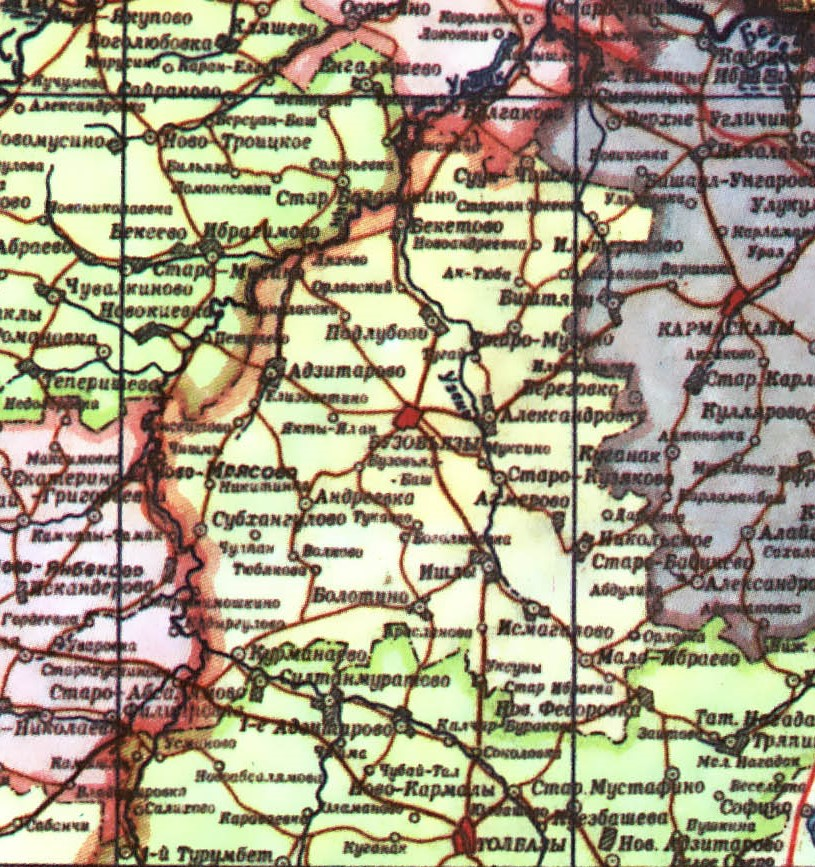
Бузовьязовский район на карте БАССР, 1953 год

## Экономика
Основу экономики составляло сельское хозяйство, специализировавшееся на разведении КРС молочно-мясного направления, овец, выращивании зерновых культур, картофеля. Было 2 совхоза, 62 колхоза, 2 МТС, государственный питомник, государственный сортоиспытательный участок, училище механизации сельского хозяйства, 90 общеобразовательных школ, центральная районная больница, ДК, 20 клубных учреждений, библиотека. Издавалась газета «Сталин юлыннан» («Коммунизм юлы»)

## Население
В 1939 году в районе проживало 39957 человек. Национальный состав: преобладали татары — 21 366 чел. (53,5 %), русские — 12 330 (30,9 %), украинцы — 2 017 (5,0 %), башкиры — 1 704 (4,3 %), мордва— 1 356 (3,4 %), чуваши — 1 070 (2,7 %).

## Административное деление
Включал в себя 17 сельских советов:
1. Адзитаровский с/с
2. Александровский с/с
3. Андреевский с/с
4. Бекетовский с/с
5. Болотинский с/с
6. Бузовьязовский с/с
7. Ибраевский с/с
8. Ильтеряковский с/с
9. Исмагиловский с/с
10. Ишлинский с/с
11. Кузяковский с/с
12. Курманаевский с/с
13. Мусинский с/с
14. Никольский с/с
15. Подлубовский с/с
16. Соок-Чишминский с/с
17. Уршаковский с/с